# Santa Catarina da Serra

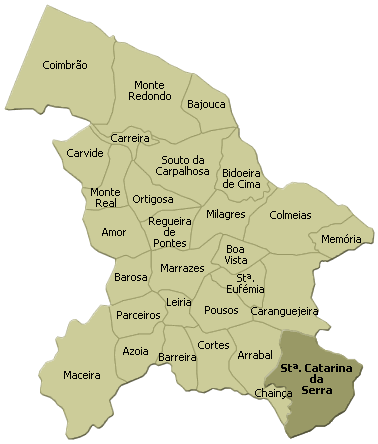
Die Lage der Gemeinde im Kreis Leiria

Santa Catarina da Serra ist eine portugiesische Gemeinde im Landkreis von Leiria. Die Fläche beträgt 35,8 km² mit 4089 Einwohnern (Stand 30. Juni 2011). Die Bevölkerungsdichte beträgt: 114 Einwohner/km².

## Geografie
Der Ort liegt im äußersten Südosten des Kreises Leiria, unweit des südlich gelegenen Wallfahrtsortes Fátima.

## Geschichte
Die Gemeinde wurde 1549 gegründet, als Zusammenschluss kleinerer Ansiedlungen der Gegend. Am 2. April 2001 wurde der Ort zur Vila (Kleinstadt) erhoben.

## Verwaltung
In der Gemeinde liegen folgende Ortschaften: Loureira, Magueigia, Ulmeiro, Quinta da Sardinha, Pedrome, Santa Catarina da Serra, Pinheiria, Gordaria, Donairia, Barreiria, Cercal, Quinta do Salgueiro, Casal das Figueiras, Vale Maior, Olivais, Vale Sumo, Sobral, Sobral da Granja, Vale Faria, Sete Rios, Vale Tacão, Siróis, Cova Alta, Casal da Estortiga, und Casal da Fonte da Pedra.

## Wirtschaft
Bedeutendster Arbeitgeber ist die Industrie, mit ihren zahlreichen Betrieben der Holz-, Kork-, Stein- und Metallverarbeitung, Möbelherstellung u. a. Die Landwirtschaft hat weiterhin einige Bedeutung.

## Verkehr
Die Gemeinde liegt an der Autobahn A1, zwischen den Ausfahrten Fatima und Leiria.
Einen eigenen Eisenbahnanschluss hat die Gemeinde nicht, die nächsten Bahnhöfe sind die etwa 20 km entfernten Haltepunkte Fáitima und Ourém/Seiça, der Linha do Norte.